# Trichohyalidae
Trichohyalidae es una familia de foraminíferos bentónicos de la superfamilia Chilostomelloidea, del suborden Rotaliina y del orden Rotaliida. Su rango cronoestratigráfico abarca desde el Oligoceno hasta la Actualidad.

## Clasificación
Trichohyalidae incluye a los siguientes géneros:
- Aubignyna †
- Neobuccella
- Trichohyalus

Otro género considerado en Trichohyalidae y clasificado actualmente en otra familia es:
- Buccella, ahora en la familia Discorbidae de la superfamilia Discorboidea

Otro género considerado en Trichohyalidae es:
- Mesorotalia, aceptado como Buccella